# Hemimeridoideae
Hemimeridoideae, potporodica strupnikovki. Sastoji se od 6 rodova, tipični je  Hemimeris sa 4 vrste jednogodišnjeg bilja iz južnoafričkih provincija, uglavnom u Northern Cape i Western Cape.

## Opis
Potporodicu je opisao Reveal u Phytoneuron, 2012., u koju uključuje tribus Hemimerideae sa podtribusima Alonsoinae i Hemimeridinae. 
Prema novijim studijama, pleme Hemimerideae Benth. je najranija razgranata filogenetska linija Scrophulariaceae s.str. Pleme, kako je trenutno navedeno, uključuje Alonsoa Ruiz & Pav. (oko 16 vrsta, tropska Amerika i Južna Afrika), Colpias E.Mey. ex Benth. (jedna vrsta, Južna Afrika), Diascia Link & Otto (oko 38 vrsta, Južna Afrika; ili oko 72 vrste, prema Steineru 2009), Diclis Benth. (c. deset vrsta, tropska i J. Afrika i Madagaskar), Hemimeris L.f. (četiri vrste, J Afrika) i Nemesia Vent. (oko 65 vrsta, tropska i Južna Afrika) (Olmstead i sur. 2001; Oxelman i sur. 2005; Tank et al. 2006; Datson et al. 2008; Steiner 2009; Olmstead 2012). Olmstead (2012) također je uključio Schistanthe Kunze (autorstvo pogrešno navedeno kao "Kuntze") u Hemimerideae, s upitnikom (vjerojatno bolje postavljeno u Alonsoa: Roux 1986). 

## Rodovi
1. Alonsoa Ruiz & Pav. (10 spp.)
2. Chamaecrypta Schltr. & Diels (1 sp.)
3. Diascia Link & Otto (63 spp.)
4. Hemimeris L.f. (4 spp.)
5. Diclis Benth. (9 spp.)
6. Nemesia Vent. (69 spp.)